# Santa Maria inter Duo
Santa Maria inter Duo, även benämnd Santa Maria inter Duas Vias, var en kyrkobyggnad i Rom, helgad åt Jungfru Maria. Kyrkan var belägen i närheten av Colosseum i Rione Monti.

## Kyrkans historia
Denna kyrka var belägen ”inter Duas Vias”, det vill säga mellan två vägar, vilka utgjordes av Vicus Cuprius och Compitum Acilii.
Kyrkan uppfördes under högmedeltiden. Den förekommer i Catalogo di Cencio Camerario, en förteckning över Roms kyrkor sammanställd av Cencio Savelli år 1192 och bär där namnet sce. Marie inter duas samt i Il catalogo Parigino (cirka 1230) som s. Maria in Terdoa, i Il catalogo di Torino (cirka 1320) som Ecclesia sancte Marie inter duo och i Il catalogo del Signorili (cirka 1425) som sce. Marie inter duas.
Kyrkan Santa Maria inter Duo revs förmodligen under 1400-talets senare hälft.